# Mecynippus pubicornis
Mecynippus pubicornis är en skalbaggsart som beskrevs av Bates 1884. Mecynippus pubicornis ingår i släktet Mecynippus och familjen långhorningar. Inga underarter finns listade i Catalogue of Life.